# Colin Stanley Gum
Colin Stanley Gum (Adelaide, 4 giugno 1924 – Zermatt, 29 aprile 1960) è stato un astronomo australiano.
Egli catalogò le nebulose ad emissione del cielo australe nell'osservatorio di Mount Stromlo, usando la fotografia a grande campo. Nel 1955 pubblicò le sue scoperte in uno studio intitolato A study of diffuse southern H-alpha nebulae (Uno studio delle nebulose diffuse H-alfa dell'emisfero australe), in cui presentò un catalogo di 85 nebulose e complessi nebulosi. Gum 12, una vasta area di debole nebulosità estesa tra le costellazioni di Vele e Poppa, fu in seguito rinominata Nebulosa di Gum in suo onore. Fu anche parte di un team che determinò la precisa posizione del piano dell'idrogeno neutro nello spazio.
Gum morì prematuramente sulle Alpi in seguito ad un incidente di sci, nel 1960. Il cratere lunare Gum prende il nome da lui .
Un articolo obituario su Gum è stato pubblicato su Australian Journal of Science (Vol. 23, no. 4, 1960).